# David Voit

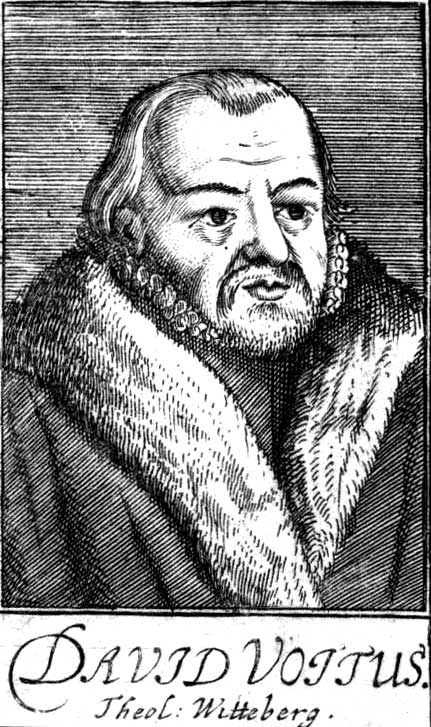
David Voit

David Voit, auch: David Vottus, Vogt, Voigt (* um September 1529 oder um Januar 1530 in Ronneburg; † 26. November 1589 in Wittenberg) war ein deutscher evangelischer Theologe.

## Leben
Voits Vater Johannes Voit war Hofprediger beim sächsischen Kurfürsten Johann dem Beständigen. Sein Geburtsdatum wird allenthalben mit 1529 angegeben, aus dem Epitaph lässt sich aber erkennen, dass er Anfang 1530 geboren wurde. Er immatrikulierte sich 1545 an der Universität Wittenberg, wo er noch Martin Luther hörte, sich aber nach dessen Tod Philipp Melanchthon anschloss. Nachdem er am 11. Februar 1550 den akademischen Grad eines Magisters erlangt hatte, übernahm er 1558 an der Universität Jena eine Professur der Griechischen Sprache.
Aufgrund von Auseinandersetzungen mit den Gnesiolutheranern verließ er Jena und kehrte nach Wittenberg zurück. Dort erhielt er 1559 eine Berufung an die Albertus-Universität Königsberg. Noch vor der Annahme der Professur promovierte er am 19. März 1560 zum Doktor der Theologie. Dies war der letzte feierliche Akt an der Universität, an dem Melanchthon vor seinem Tod teilnahm. In Königsberg genoss er das Vertrauen Herzog Albrecht I. von Brandenburg-Ansbach, wurde dessen Hofprediger und hielt ihm die Leichenpredigt. In Königsberg war er auch in den Wintersemestern 1561/62, 1565/66, 1569/70 Rektor der Alma Mater.
Nachdem die Gnesiolutheraner aus Jena vertrieben waren, ging er 1574 wieder dorthin zurück. Als Christian I. von Sachsen die Kurfürstenwürde übernommen hatte, wurde durch dessen Kanzler Nikolaus Krell ein Philippistischer Kurs, mit kyptocalvinistischen Tendenzen in der kirchenpolitischen Ausrichtung eingeschlagen. Daraufhin verdrängte man die orthodoxen Lutheraner wiederum aus den Ämtern in Kursachsen. Als Vertreter der Philippisten berief man Voit 1587 als ersten Professor der Theologie, Oberpfarrer an der Stadtkirche und Generalsuperintendent nach Wittenberg.
Dennoch war er abweichenden Richtungen gegenüber duldsam. Als akademischer Lehrer erfreute er sich großer Beliebtheit und legte vorzugsweise die Propheten aus. Jedoch stand er schon vor dem Abschluss seines Wirkens, und eine Krankheit setzte seinem Leben ein Ende. Auf seinem Epitaph, das ihm in der Schlosskirche von Wittenberg gesetzt wurde, stand:

## Werke
- Propositiones de praecipuis doctrinae capitibus. Jena 1574.